# Discografia lui Céline Dion

## Albume
| An   | Titlu | Poziția maximă | Poziția maximă | Poziția maximă | Poziția maximă | Poziția maximă | Poziția maximă | Poziția maximă | Poziția maximă | Vânzări internaționale | Certificate                                                                     |
| An   | Titlu | CA             | US             | UK             | FR             | DE             | BE             | NL             | CH             | Vânzări internaționale | Certificate                                                                     |
| ---- | --- | -------------- | -------------- | -------------- | -------------- | -------------- | -------------- | -------------- | -------------- | ---------------------- | ------------------------------------------------------------------------------- |
| 1981 | La voix du bon Dieu - Album de studio în franceză - Lansat: 9 noiembrie 19981 - Formate: Disc de vinil, Casetă           | –              | –              | –              | –              | –              | –              | –              | –              | 0.04 milioane          |                                                                                 |
| 1981 | Céline Dion chante Noël - Album de studio în franceză - Lansat: 30 noiembrie 1981 - Formate: vinil, casetă               | –              | –              | –              | –              | –              | –              | –              | –              | 0.04 million           |                                                                                 |
| 1982 | Tellement j'ai d'amour... - Album de studio în franceză - Lansat: 8 noiembrie 1982 - Formate: vinil, casetă              | –              | –              | –              | –              | –              | –              | –              | –              | 0.19 milioane          | - CRIA: Platină                                                                 |
| 1983 | Les chemins de ma maison - Album de studio în franceză - Lansat: 7 septembrie 1983 - Formate: vinil, casetă              | –              | –              | –              | –              | –              | –              | –              | –              | 0.09 milioane          | - CRIA: Aur                                                                     |
| 1983 | Du soleil au cœur - Compilație în franceză - Lansat: 3 octombrie 1984 - Formate: vinil, casetă, CD                       | –              | –              | –              | –              | –              | –              | –              | –              | 0.09 milioane          |                                                                                 |
| 1983 | Chants et contes de Noël - Album de studio în franceză - Lansat: 14 noiembrie 1983 - Formate: vinil, casetă              | –              | –              | –              | –              | –              | –              | –              | –              | 0.04 milioane          |                                                                                 |
| 1984 | Mélanie - Album de studio în franceză - Lansat: 6 august 1984 - Formate: vinil, casetă                                   | –              | –              | –              | –              | –              | –              | –              | –              | 0.09 milioane          | - CRIA: Aur                                                                     |
| 1984 | Les plus grands succès de Céline Dion - Greatest hits în franceză - Lansat: 17 septembrie 1984 - Formate: vinil, casetă  | –              | –              | –              | –              | –              | –              | –              | –              | 0.04 milioane          |                                                                                 |
| 1984 | Les oiseaux du bonheur - Compilație în franceză - Lansat: 8 octombrie 1984 - Formate: vinil, casetă                      | –              | –              | –              | –              | –              | –              | –              | –              | 0.09 milioane          |                                                                                 |
| 1985 | C'est pour toi - Album de studio în franceză - Lansat: 9 septembrie 1985 - Formate: vinil, casetă                        | –              | –              | –              | –              | –              | –              | –              | –              | 0.04 milioane          |                                                                                 |
| 1985 | Céline Dion en concert - Album live în franceză - Lansat: 2 decembrie 1985 - Formate: vinil, casetă                      | –              | –              | –              | –              | –              | –              | –              | –              | 0.04 milioane          |                                                                                 |
| 1986 | Les chansons en or - Greatest hits în franceză - Lansat: 2 iunie 1986 - Formate: vinil, CD, casetă                       | –              | –              | –              | –              | –              | –              | –              | –              | 0.04 milioane          |                                                                                 |
| 1987 | Incognito - Album de studio în franceză - Lansat: 8 martie 1987 - Formate: vinil, CD, casetă                             | –              | –              | –              | –              | –              | 65             | –              | –              | 0.5 milioane           | - CRIA: 2× Platină                                                              |
| 1988 | The Best Of - Compilație în franceză - Lansat: 6 iunie 1988 - Formate: vinil, CD, casetă                                 | –              | –              | –              | –              | –              | –              | –              | –              | 0.3 milioane           |                                                                                 |
| An   | Titlu | Poziția maximă | Poziția maximă | Poziția maximă | Poziția maximă | Poziția maximă | Poziția maximă | Poziția maximă | Poziția maximă | Vânzări internaționale | Certificații                                                                    |
| An   | Titlu | CA             | US             | UK             | FR             | DE             | BE             | NL             | CH             | Vânzări internaționale | Certificații                                                                    |
| 1990 | Unison - Album de studio în engleză - Lansat: 26 martie 1990 - Formate: vinil, CD, casetă                                | 18             | 74             | 55             | –              | –              | 56             | –              | –              | 3.5 milioane           | - CRIA: 7× Platină - RIAA: Platină - BPI: – - SNEP: Aur                         |
| 1991 | Dion chante Plamondon - Album de studio în franceză - Lansat: 4 noiembrie 1991 - Formate: CD, casetă                     | 57             | –              | –              | –              | 4              | –              | 17             | –              | 1.5 milioane           | - CRIA: 2× Platină - SNEP: 2× Platină - IFPI BE: – - IFPI CH: –                 |
| 1992 | Celine Dion - Album de studio în engleză - Lansat: 31 martie 1992 - Formate: vinil, CD, casetă                           | 3              | 34             | 70             | –              | –              | –              | –              | –              | 6.0 milioane           | - CRIA: Diamant - RIAA: 2× Platină - BPI: – - SNEP: –                           |
| 1993 | The Colour of My Love - Album de studio în engleză - Lansat: 9 noiembrie 1993 - Formate: vinil, CD, casetă               | 1              | 4              | 1              | 7              | 16             | 1              | 2              | 9              | 20.0 milioane          | - CRIA: Diamant - RIAA: 6× Platină - BPI: 5× Platină - SNEP: Platină            |
| 1994 | À l'Olympia - Album live bilingv - Lansat: 14 noiembrie 1994 - Formate: CD, casetă                                       | 31             | –              | –              | 10             | –              | 19             | –              | –              | 1.5 milioane           | - CRIA: Platină - SNEP: Platină - IFPI BE: – - IFPI CH: –                       |
| 1995 | D'eux - Album de studio în franceză - Lansat: 27 martie 1995 - Formate: CD, casetă                                       | 31             | –              | 7              | 1              | 69             | 1              | 1              | 1              | 8.0 milioane           | - CRIA: 7× Platină - SNEP: Diamant - IFPI BE: 6× Platină - IFPI CH: 4× Platină  |
| 1996 | Falling into You - Album de studio în engleză - Lansat: 8 martie 1996 - Formate: vinil, CD, casetă                       | 1              | 1              | 1              | 1              | 5              | 1              | 1              | 1              | 32.0 milioane          | - CRIA: Diamant - RIAA: 11× Platină (Diamant) - BPI: 7× Platină - SNEP: Diamant |
| 1996 | Live à Paris - Album live bilingv - Lansat: 28 octombrie 1996 - Formate: CD, casetă                                      | 8              | –              | 1              | 1              | 63             | 1              | 9              | 1              | 3.0 milioane           | - CRIA: 2× Platină - SNEP: 2× Platină - IFPI BE: Platină - IFPI CH: Platină     |
| 1997 | Let's Talk About Love - Album de studio în engleză - Lansat: 14 noiembrie 1997 - Formate: CD, casetă                     | 1              | 1              | 1              | 1              | 1              | 1              | 1              | 1              | 31.0 milioane          | - CRIA: Diamant - RIAA: Diamant - BPI: 6× Platină - SNEP: Diamant               |
| 1998 | S'il suffisait d'aimer - Album de studio în franceză - Lansat: 7 septembrie 1998 - Formate: CD, casetă                   | 1              | –              | 17             | 1              | 11             | 1              | 4              | 1              | 4.0 milioane           | - CRIA: 4× Platină - SNEP: Diamant - IFPI BE: Platină - IFPI CH: 2× Platină     |
| 1998 | These Are Special Times - Album de studio în engleză - Lansat: 30 octombrie 1998 - Formate: CD, casetă, CD+DVD           | 1              | 2              | 20             | 23             | 3              | 12             | 3              | 1              | 11.5 milioane          | - CRIA: Diamant - RIAA: 5× Platină - BPI: Aur - SNEP: –                         |
| 1999 | Au cœur du stade - Album live bilingv - Lansat: 3 septembrie 1999 - Formate: CD, casetă                                  | 15             | –              | 146            | 1              | 37             | 1              | 23             | 1              | 1.5 milioane           | - CRIA: Aur - SNEP: 2× Platină - IFPI BE: Platină - IFPI CH: Platină            |
| 1999 | All the Way… A Decade of Song - Greatest hits în engleză - Lansat: 12 noiembrie 1999 - Formate: CD, casetă, SACD, CD+DVD | 1              | 1              | 1              | 1              | 1              | 1              | 1              | 1              | 22.0 milioane          | - CRIA: Diamant - RIAA: 7× Platină - BPI: 2× Platină - SNEP: 2× Platină         |
| An   | Titlu | Poziția maximă | Poziția maximă | Poziția maximă | Poziția maximă | Poziția maximă | Poziția maximă | Poziția maximă | Poziția maximă | Vânzări internaționale | Certificații                                                                    |
| An   | Titlu | CA             | US             | UK             | FR             | DE             | BE             | NL             | CH             | Vânzări internaționale | Certificații                                                                    |
| 2000 | The Collector's Series, Volume One - Compilație în engleză - Lansat: 20 octombrie 2000 - Formate: CD, casetă             | 4              | 28             | 30             | 1              | 28             | 33             | 15             | 12             | 3.0 milioane           | - CRIA: – - RIAA: Aur - BPI: – - SNEP: Aur                                      |
| 2002 | A New Day Has Come - Album de studio în engleză - Lansat: 22 martie 2002 - Formate: CD, casetă, SACD, CD+DVD             | 1              | 1              | 1              | 1              | 2              | 1              | 1              | 1              | 10.0 milioane          | - CRIA: 6× Platină - RIAA: 3× Platină - BPI: Platină - SNEP: 3× Platină         |
| 2003 | One Heart - Album de studio în engleză - Lansat: 24 martie 2003 - Formate: CD, casetă                                    | 1              | 2              | 4              | 1              | 6              | 1              | 3              | 1              | 5.0 milioane           | - CRIA: 3× Platină - RIAA: 2× Platină - BPI: Aur - SNEP: Platină                |
| 2003 | 1 fille & 4 types - Album de studio în franceză - Lansat: 13 octombrie 2003 - Formate: CD, CD+DVD, casetă                | 1              | –              | –              | 1              | 26             | 1              | 30             | 2              | 2.0 milioane           | - CRIA: – - SNEP: 2× Platină - IFPI BE: Platină - IFPI CH: Platină              |
| 2004 | A New Day... Live in Las Vegas - Album live în engleză - Lansat: 14 iunie 2004 - Formate: CD, CD+DVD                     | 2              | 10             | 22             | 9              | 20             | 4              | 12             | 13             | 1.5 milioane           | - CRIA: – - RIAA: Aur - BPI: – - SNEP: –                                        |
| 2004 | Miracle - Album de studio în engleză - Lansat: 11 octombrie 2004 - Formate: CD, CD+DVD                                   | 1              | 4              | 5              | 4              | 34             | 1              | 4              | 6              | 2.5 milioane           | - CRIA: – - RIAA: Platină - BPI: Aur - SNEP: Aur                                |
| 2005 | On ne change pas - Greatest hits în franceză - Lansat: 3 octmbrie 2005 - Formate: 2CD, 2CD+1DVD, 3CD+1DVD, 1CD           | 2              | –              | –              | 1              | 72             | 1              | 59             | 2              | 1.5 milioane           | - CRIA: 3× Platină - SNEP: 3× Platină - IFPI BE: Platină - IFPI CH: Aur         |
| 2007 | D'elles - Album de studio în franceză - Lansat: 18 mai 2007 - Formate: CD, CD+DVD                                        | 1              | –              | –              | 1              | 52             | 1              | 50             | 3              | 1.0 milioane           | - CRIA: 2× Platină - SNEP: Platină - IFPI BE: Aur - IFPI CH: Aur                |
| 2007 | Taking Chances - Album de studio în engleză - Lansat: 7 noiembrie 2007 - Formate: CD, CD+DVD                             | 1              | 3              | 5              | 2              | 5              | 3              | 4              | 1              | 3.5 milioane           | - CRIA: 4× Platină - RIAA: Platină - BPI: Platină - SNEP: Aur                   |
| 2008 | Complete Best - Greatest hits în engleză - Lansat: 27 februarie 2008 - Formate: CD                                       | –              | –              | –              | –              | –              | –              | –              | –              | 0.2 milioane           | - CRIA: – - RIAA: – - BPI: – - SNEP: –                                          |
| 2008 | My Love: Essential Collection - Greatest hits în engleză - Lansat: 24 noiembrie 2008 - Formate: CD, 2CD                  | 2              | 8              | 5              | 1              | 24             | 1              | 1              | 9              | 1.5 million            | - CRIA: – - RIAA: – - BPI: Platină - SNEP: –                                    |

### Alte albume
- 1993: Les premières années - Compilație lansată în Franța.
- 1995: Gold Vol. 1 - compilație, lansată și sub numele: Classique - A Love Collection, For You, Ne partez pas sans moi, Les premières années, Les premières chansons vol. 1, La romance.
- 1995: Gold Vol. 2 - compilație, lansată și sub numele Les premières chansons vol. 2.
- 1997: C'est pour vivre - compilație, lansată și sub numele: D'Amour Française, The French Love Album, Mon ami, Les premières années: The Very Best of the Early Years.
- 1997: The Collection 1982-1988 - compilație 2 CD-uri, lansată și sub numele: Amour, The Best of the Early Years: The French Collection, C'est pour toi, The French Collection, Premiers succes, Sus Canciones Más Bellas.
- 1999: The Early Singles - compilație lansată în Olanda
- 2001: Les indispensables - compilație lansată în Franța
- 2004: Les plus belles chansons d'amour - compilație lansată în Japonia.
- 2007: Let's Talk About Love / Falling into You / A New Day Has Come - box set cu cele trei albume.
- 2008: Ultimate Box - box set lansat doar în Japonia.